# Maison de la Vinatrie
La maison de la Vinatrie, bâtie au XVIIe siècle, est située 15 rue Mérindot à Saint-Martin-de-Ré, en France. L'immeuble a été inscrit au titre des monuments historiques en 2002.

## Histoire
L'immeuble est inscrit au titre des monuments historiques par arrêté du 15 janvier 2002.